# Aniplex of America
Aniplex of America, o Aniplex USA o Aniplex Latin America, es una distribuidora de anime con sede en Santa Mónica, California, que sirve como una empresa de distribución estadounidense de Aniplex, una empresa de entretenimiento propiedad de Sony Music Entertainment Japan, donde su objetivo es reforzar el negocio de licencias de la empresa matriz en el mercado de América del Norte. Operan la versión en inglés de la tienda Aniplex+ y, de 2013 a 2017, operaron un servicio de streaming llamado Aniplex Channel a través de su sitio web. La compañía la mayoría de las veces solo lanza directamente sus títulos en América; sin embargo, algunos de sus títulos han sido lanzados en otros territorios por otros distribuidores, como Anime Limited, MVM Films, Siren Visual y las empresas hermanas Crunchyroll UK and Ireland (anteriormente Manga Entertainment) y Crunchyroll Store Australia (anteriormente Madman Anime).
Sus colecciones de vídeos domésticos se distribuyen en el mercado norteamericano a través de su filial corporativa, Crunchyroll Store (anteriormente Right Stuf). Sus títulos suelen transmitirse en Crunchyroll, Disney+ y Hulu, y ocasionalmente en Netflix, Amazon Prime Video y HBO Max. Algunos de sus títulos también estaban disponibles en Anime Strike, Daisuki, Funimation, HIDIVE, go90, Crackle, Anime News Network y Neon Alley, pero han sido eliminados o el servicio ha sido cerrado.
El 6 de mayo de 2025, Aniplex of America anuncio la llegada al territorio latinoamericano a través de las redes sociales.

## Catálogo
Aniplex of America ha anunciado el lanzamiento global de TSUKIHIME (A piece of blue glass moon), así como eventos especiales relacionados con otras series populares

### Anime
- Rurouni Kenshin (enero de 1996–septiembre de 1998) (Studio Gallop & Studio Deen) (adquirido de Media Blasters)
- Rurouni Kenshin The Movie[4] (diciembre de 1997) (Studio Gallop & Studio Deen) (adquirido de ADV Films)
- Rurouni Kenshin OVA: Trust & Betrayal (Tsuioku-hen) (febrero de 1999–noviembre de 1999) (Studio Deen)[4] (adquirido de ADV Films)
- Read or Die (mayo de 2001) (Studio Deen) (adquirido de Manga Entertainment)
- Rurouni Kenshin OVA: Reflection (Seiso-hen) (diciembre de 2001) (Studio Deen)[4] (adquirido de ADV Films)
- R.O.D the TV (octubre de 2003–marzo de 2004) (J.C.Staff) (adquirido de Geneon)
- Fullmetal Alchemist (octubre de 2003–octubre de 2004) (Bones) (adquirido de Funimation)
- Fullmetal Alchemist: Conquistador de Shamballa (julio de 2005) (Bones) (adquirido de Funimation)
- Ghost Slayers Ayashi (octubre de 2006–marzo de 2007) (Bones) (adquirido de Bandai Entertainment)
- Gurren Lagann (abril de 2007–September de 2007) (Gainax) (adquirido de Bandai Entertainment)
- Baccano! (julio de 2007–noviembre de 2007) (Brain's Base) (lanzamiento en BD, licenciado por Funimation)
- Garden of Sinners (diciembre de 2007–septiembre de 2013) (Ufotable)
- Gurren Lagann the Movie –Childhood's End- (septiembre de 2008) (Gainax)
- Gurren Lagann the Movie –The Lights in the Sky Are Stars- (abril de 2009) (Gainax)
- Fullmetal Alchemist: Brotherhood (abril de 2009-julio de 2010) (Bones) (adquirido de Funimation)
- Bakemonogatari (julio de 2009–septiembre de 2009) (Shaft)
- Durarara!! (enero de 2010–junio de 2010) (Brain's Base)
- Occult Academy (julio de 2010–septiembre de 2010) (A-1 Pictures) (derechos de transmisión, licenciado por NIS America)
- Togainu no Chi (octubre de 2010–diciembre de 2010) (A-1 Pictures)
- Star Driver (octubre de 2010–abril de 2011) (Bones) (adquirido por Bandai Entertainment, solo los derechos de transmisión)
- Oreimo (octubre de 2010–junio de 2013) (AIC & A-1 Pictures)[5]
- Puella Magi Madoka Magica (enero de 2011–abril de 2011) (Shaft)
- Blue Exorcist (abril de 2011–octubre de 2011) (A-1 Pictures)
- Fullmetal Alchemist: la estrella sagrada de Milos (julio de 2011) (Bones) (adquirido de Funimation)
- Fate/Zero (octubre de 2011–junio de 2012) (Ufotable)[6]
- Nisemonogatari (enero de 2012–marzo de 2012) (Shaft)
- Gyo (febrero de 2012) (Ufotable)
- Sword Art Online (julio de 2012–diciembre de 2012) (A-1 Pictures)
- Puella Magi Madoka Magica Part 1: Beginnings (octubre de 2012) (Shaft)
- Puella Magi Madoka Magica Part 2: Eternal (octubre de 2012) (Shaft)
- Blast of Tempest (octubre de 2012–marzo de 2013) (Bones)
- Magi: The Labyrinth of Magic (octubre de 2012–marzo de 2013) (A-1 Pictures)
- Blue Exorcist: The Movie (diciembre de 2012) (A-1 Pictures)
- Nekomonogatari (Kuro) (enero de 2013) (Shaft)
- Oreshura (enero de 2013–marzo de 2013) (A-1 Pictures)
- Vividred Operation (enero de 2013–marzo de 2013) (A-1 Pictures)
- Valvrave the Liberator (abril de 2013–diciembre de 2013) (Sunrise)
- Servant x Service (julio de 2013–septiembre de 2013) (A-1 Pictures)
- Day Break Illusion (julio de 2013–septiembre de 2013) (AIC)
- Monogatari Series Second Season (julio de 2013–diciembre de 2013) (Shaft)
- Silver Spoon (julio de 2013–marzo de 2014) (A-1 Pictures)
- Anohana the Movie: The Flower We Saw That Day (agosto de 2013) (A-1 Pictures)
- Puella Magi Madoka Magica Part 3: Rebellion (octubre de 2013) (Shaft)
- Kill la Kill (octubre de 2013–marzo de 2014) (Trigger)
- Magi: The Kingdom of Magic (octubre de 2013–marzo de 2014) (A-1 Pictures)
- Samurai Flamenco (octubre de 2013–marzo de 2014) (Manglobe)
- Persona 3 The Movie: No. 1, Spring of Birth (noviembre de 2013) (AIC & A-1 Pictures)
- World Conquest Zvezda Plot (enero de 2014–marzo de 2014) (A-1 Pictures)
- Nisekoi (enero de 2014–mayo de 2014) (Shaft)
- Nanana's Buried Treasure (abril de 2014–junio de 2014) (A-1 Pictures)
- Mekakucity Actors (abril de 2014–junio de 2014) (Shaft)
- The Irregular at Magic High School (abril de 2014–septiembre de 2014) (Madhouse)
- Mushi-Shi -Next Passage- (abril de 2014–diciembre de 2014) (Artland)
- Persona 3 The Movie: No. 2, Midsummer Knight's Dream (junio de 2014) (AIC & A-1 Pictures)
- Persona 4: The Golden Animation (julio de 2014–septiembre de 2014) (A-1 Pictures)
- Sword Art Online II (julio de 2014–diciembre de 2014) (A-1 Pictures)
- Aldnoah.Zero (julio de 2014–marzo de 2015) (A-1 Pictures)
- Hanamonogatari (agosto de 2014) (Shaft)
- Shigatsu wa Kimi no Uso (octubre de 2014–marzo de 2015) (A-1 Pictures)
- Fate/stay night: Unlimited Blade Works (serie de TV de 2014) (octubre de 2014–junio de 2015) (Ufotable)
- Expelled from Paradise (noviembre de 2014) (Toei Animation)
- Saekano: How to Raise a Boring Girlfriend (enero de 2015–marzo de 2015) (A-1 Pictures)
- Durarara!!x2 (enero de 2015–en curso) (Shuka & Brain's Base)
- Gunslinger Stratos: THE ANIMATION (abril de 2015–en curso) (A-1 Pictures)
- Plastic Memories (abril de 2015–en curso) (Dogakobo)
- Kokoro ga Sakebitagatterun Da (septiembre de 2015) (A-1 Pictures)
- Grancrest Senki (enero de 2018–junio de 2018) (A-1 Pictures)
- Bokutachi wa Benkyō ga Dekinai (enero de 2019–diciembre de 2019) (Studio Silver & Arvo Animation)
- Kaguya-sama: Love Is War (enero de 2019-junio de 2022) (A-1 Pictures)
- The Promised Neverland (enero de 2019–marzo de 2021) (CloverWorks)
- Kimetsu no Yaiba (abril de 2019–presente) (Ufotable)
- Ore wo Suki Nano wa Omae Dake ka yo (octubre de 2019–diciembre de 2019) (Connect)
- Darwin's Game (enero de 2020–marzo de 2020) (Ufotable)
- 22/7 (enero de 2020–marzo de 2020) (A-1 Pictures)
- Magia Record: Puella Magi Madoka Magica Gaiden (enero de 2020–abril de 2022) (Shaft)
- Fugō Keiji Balance: Unlimited (abril de 2020–septiembre de 2020) (CloverWorks)
- Maō Gakuin no Futekigōsha (julio de 2020–presente) (Silver Link)
- 86: Eighty-Six (enero de 2021–marzo de 2022) (A-1 Pictures)
- Hori-san to Miyamura-kun (enero de 2021–abril de 2021) (CloverWorks)
- SK∞ the Infinity (enero de 2021–marzo de 2021) (Bones)
- Wonder Egg Priority (enero de 2021–marzo de 2021) (CloverWorks)
- Bishōnen Tanteidan (abril de 2021–junio de 2021) (Shaft)
- Vivy: Fluorite Eye’s Song (abril de 2021–junio de 2021) (Wit Studio)
- Shadows House (abril de 2021–septiembre de 2022) (CloverWorks)
- Vanitas no Carte (julio de 2021–marzo de 2022) (BONES)
- Ōsama Ranking (octubre de 2021–marzo de 2022) (Wit Studio)
- Akebi-chan no Sailor-fuku (enero de 2022–marzo de 2022) (CloverWorks)
- Sono Bisque Doll wa Koi o Suru (enero de 2022–marzo de 2022) (CloverWorks)
- Tokyo 24-ku (enero de 2022–abril de 2022) (CloverWorks)
- Kunoichi Tsubaki no Mune no Uchi (abril de 2022–julio de 2022) (CloverWorks)
- Engage Kiss (julio de 2022–septiembre de 2022) (A-1 Pictures)
- Lycoris Recoil (julio de 2022–septiembre de 2022) (A-1 Pictures)
- Bocchi the Rock! (octubre de 2022–diciembre de 2022) (CloverWorks)
- UniteUp! (enero de 2023–marzo de 2025) (A-1 Pictures)
- Mashle (enero de 2023–marzo de 2024) (A-1 Pictures)
- Buddy Daddies (enero de 2023–marzo de 2023) (P.A. Works)
- Shiro Seijo to Kuro Bokushi (julio de 2023—septiembre de 2023) (Doga Kobo)
- Rurouni Kenshin (2023) (julio de 2023–marzo de 2025) (Liden Films)
- Buta no Liver wa Kanetsu Shiro (octubre de 2023—febrero de 2024) (Project No.9)
- Solo Leveling (enero de 2024–marzo de 2025) (A-1 Pictures)
- Wind Breaker (abril de 2024–presente) (CloverWorks)
- ATRI -My Dear Moments- (julio de 2024–septiembre de 2024) (Troyca)
- Senpai wa Otokonoko (julio de 2024–septiembre de 2024) (Project No.9)
- Nige Jōzu no Wakagimi (julio de 2024–septiembre de 2024) (CloverWorks)
- Make Heroine ga Ōsugiru! (julio de 2024–septiembre de 2024) (A-1 Pictures)
- Guild no Uketsuke Jō Desu ga, Zangyō wa Iyananode Boss o Solo Tōbatsu Shiyō to Omoimasu (enero de 2025–marzo de 2025) (CloverWorks)
- Mono (abril de 2025–presente) (Soigne)

### Artistas musicales
- LiSA
- Mikunopolis in Los Angeles